# Osthimosia sirena
Osthimosia sirena är en mossdjursart som beskrevs av Gordon 2009. Osthimosia sirena ingår i släktet Osthimosia och familjen Celleporidae. Inga underarter finns listade i Catalogue of Life.